# Göran Persson
Hans Göran Persson (AFI: [ˈhans ˈjœ̂ːran ˈpæ̌ːʂɔn]) (Vingåker, 20 gennaio 1949) è un politico svedese, Ministro di Stato della Svezia dal 1996 al 2006.
Persson è stato eletto per la prima volta al parlamento svedese nel 1979, in rappresentanza della contea di Södermanland, ma ha lasciato la posizione nel 1985 per ricoprire la carica di commissario municipale di Katrineholm, dal 1985 al 1989. Nel 1991 è stato rieletto al parlamento e ha rappresentato lo stesso collegio elettorale. È stato ministro per le scuole dal 1989 al 1991 nel primo e nel secondo governo di Ingvar Carlsson. Dal 1994 al 1996, Persson ha ricoperto la carica di ministro per le finanze nel terzo governo di Carlsson.
Dopo che Ingvar Carlsson ha annunciato il suo ritiro dalla carica di primo ministro, Persson è stato scelto per diventare il nuovo Ministro di Stato. Persson ha assunto la carica di capo del governo dopo l'incarico di ministro delle finanze, continuando a guidare gli sforzi del governo per alleviare il deficit di bilancio cronico della Svezia. Nel 1994, il deficit annuale era di circa il 13% del prodotto interno lordo (PIL) del paese. Ma dopo aver attuato i tagli al welfare e l'aumento delle tasse, nel 1997 è sceso a un previsto 2,6% del PIL, il che ha aperto la possibilità alla Svezia di candidarsi per entrare nell'Unione economica e monetaria dell'Unione europea. Il costo però è stato alto: la disoccupazione è aumentata, oscillando costantemente intorno al 13%, quindi è sceso improvvisamente a circa il 6,5% nello stesso anno. Nelle elezioni legislative del 1998, i socialdemocratici ottennero meno voti rispetto alle elezioni legislative del 1991, quando furono sfiduciati. Persson è rimasto primo ministro con l'appoggio dei Verdi e del Partito della Sinistra.
Nelle elezioni legislative del 2002 i socialdemocratici hanno aumentato il loro numero di seggi in parlamento. Dopo la sconfitta alle elezioni legislative del 17 settembre 2006, Persson ha immediatamente presentato le dimissioni e ha dichiarato l'intenzione di dimettersi da leader del partito dopo il congresso del partito nel marzo 2007.
Da quando ha lasciato l'incarico, Persson è stato consulente per la società di pubbliche relazioni JKL con sede a Stoccolma. Ha pubblicato un libro nell'ottobre 2007, "Min väg, mina val" (Il mio cammino, le mie scelte). Nel 2008 è stato nominato Presidente del Consiglio di Sveaskog dal governo svedese. È membro del Consiglio europeo sulla tolleranza e la riconciliazione dal 2007 e membro del consiglio di amministrazione del World Resources Institute dal 2010.

## Biografia
Göran Persson è nato nel 1949 nella parrocchia di Västra Vingåker nel comune di Vingåker nella contea di Södermanland. I suoi genitori erano Thomas Persson (1911–2007) della parrocchia di Västra Vingåker e Karin, nata Jonsson (1924–1999), di Furingstad nell'Östergötland. Göran Persson è cresciuto con i fratelli maggiori Kerstin (nato nel 1943), i gemelli Jan e Bo (nati nel 1945) e il fratello minore Bengt (nato nel 1950). La madre era una casalinga e il padre sosteneva la famiglia come operaio edile. Persson è cugino di Mikael Sjöberg, che, tra l'altro, è stato Segretario di Stato e Direttore generale di diverse autorità.

## Carriera politica

### Deputato al Riksdag e ministro
Dal 1979 al 1985 è stato membro del Riksdag svedese, dal 1984 al 1989 consigliere comunale a Katrineholm. Nel 1989 è tornato nella politica nazionale e per due anni (fino al 1991) è stato ministro per le scuole. Dal 1991 al 2007 è stato nuovamente membro del parlamento svedese, dove è stato presidente della Commissione agricoltura dal 1991 al 1993. Dal 1993 al 1994 ha lavorato nel Comitato economico del Reichstag e allo stesso tempo portavoce per la politica economica del suo partito, il Partito Socialdemocratico dei Lavoratori di Svezia (SAP).

### Primo ministro e leader del Partito Socialdemocratico dei Lavoratori di Svezia

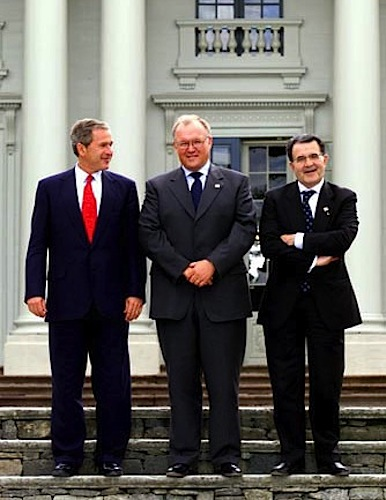
George Bush, Persson e Romano Prodi

Persson è stato primo ministro per un totale di dieci anni, il che lo rende il secondo Ministro di Stato in carica più lungo della Svezia, dopo Tage Erlander, che è stato primo ministro per 23 anni. Persson è noto per il suo stile di governo severo, a volte autoritario. Così ha preparato discorsi senza il suo staff. Durante il suo apice, la Svezia ha assistito a diversi eventi cruciali, come l'omicidio del ministro degli esteri Anna Lindh il 10 settembre 2003, il terremoto e maremoto dell'Oceano Indiano del 2004 che ha ucciso più di 500 svedesi e le caricature di Maometto sullo Jyllands-Posten, che hanno innescato una rivolta nel 2006 e pesanti proteste contro gli scandinavi e, a seguito di una polemica con i Democratici Svedesi di destra anti-migranti, ha portato anche alle dimissioni del ministro degli esteri Laila Freivalds.
È stato Ministro di Stato dal 22 marzo 1996 al settembre del 2006, per conto del Partito Socialdemocratico dei Lavoratori di Svezia. Si è successivamente ricandidato alle elezioni legislative del 2006 contro lo sfidante Fredrik Reinfeldt, leader del Partito Moderato di centrodestra; la coalizione che lo sosteneva ha ottenuto il 46% dei voti, contro il 48% ottenuto dalla coalizione di centro-destra.
Nella tarda serata del 17 settembre 2006 Persson ha rassegnato le dimissioni da Primo Ministro, lasciando l'incarico al presidente del Parlamento, ammettendo così la sconfitta elettorale prima che fossero annunciati i dati finali.
Persson ha lasciato la guida del partito con il successivo congresso, tenutosi nel marzo 2007.
Ha fondato nel 1998 l'International Holocaust Remembrance Alliance.

## Vita privata
Il 6 dicembre 2003 ha sposato Anitra Steen, la sua terza moglie. È l'attuale direttrice del negozio di liquori statale svedese Systembolaget. La sua prima moglie si chiamava Gunnel Claesson. Si sono sposati nel 1978 e hanno avuto due figlie. Hanno divorziato nel 1995 e il 10 marzo 1995 Persson si è risposato con Annika Barthine, dalla quale ha divorziato nel dicembre 2002.
Nel 2004, Persson e Steen hanno acquistato 190 ettari di terreno agricolo, chiamato Övre Torp, nella sua provincia natale di Södermanland. Nel 2006 vi fecero costruire una casa.

## Riconoscimenti
- 2001: Premio Raoul Wallenberg[4]

- 2004: Dottorato honoris causa dall'Università di Dankook di Seul, Corea del Sud

- 2007: Premio Sophie della Norwegian Sofie Foundation per il suo lavoro per l'ambiente, in particolare sulle questioni climatiche[5]